# تورولا (ایتالیا)
تورولا (به ایتالیایی: Teverola) یک کومونه در ایتالیا است که در استان کسرتا واقع شده‌است.

## خصوصیات
تورولا ۶٫۷ کیلومترمربع مساحت و ۱۴٬۳۱۹ نفر جمعیت دارد و ۲۵ متر بالاتر از سطح دریا واقع شده‌است.